# 戈維尼察河
53°39′08″N 14°36′25″E / 53.652149°N 14.606858°E

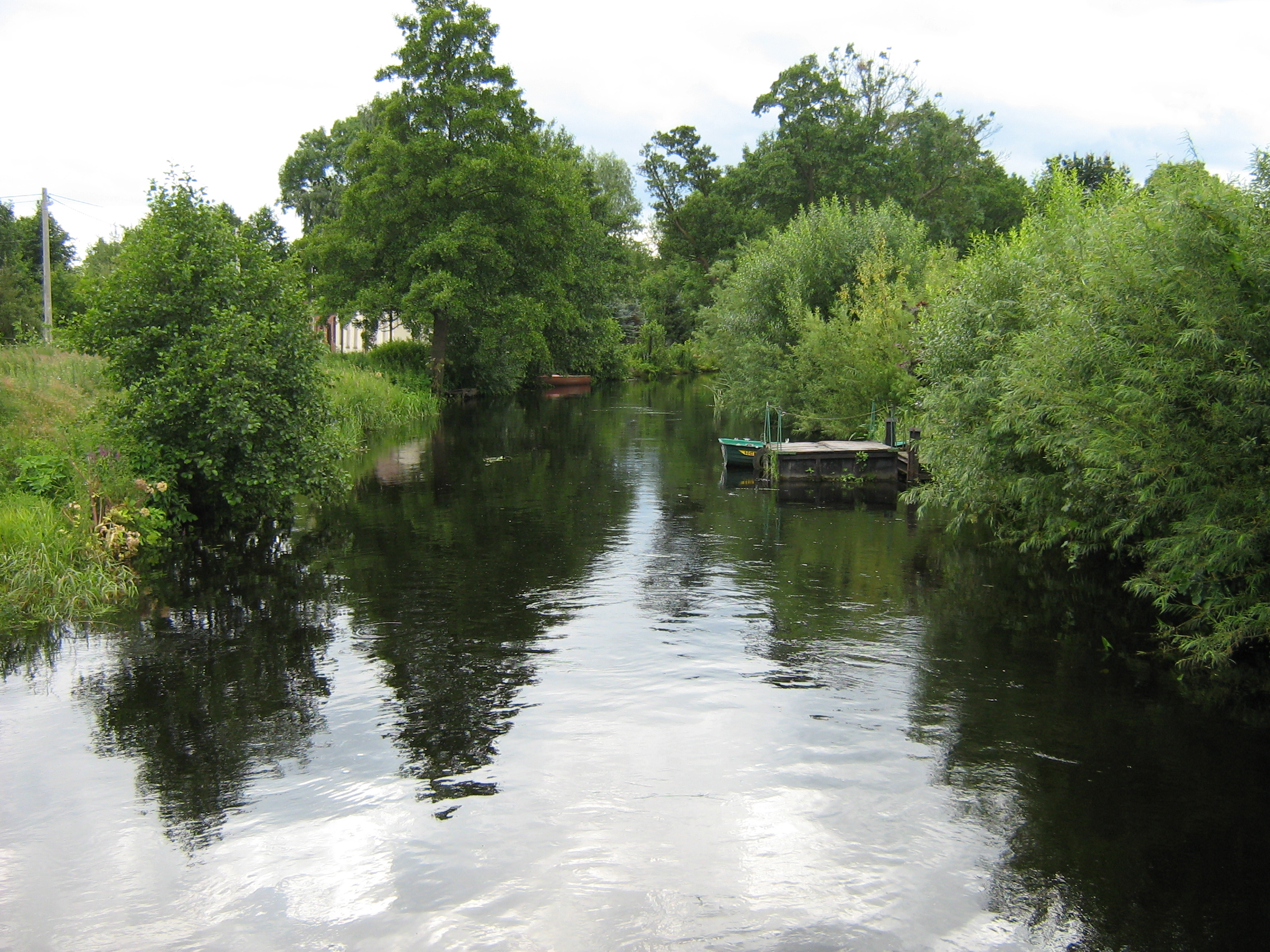

戈維尼察河是波蘭的河流，位於該國北部，處於西波美拉尼亞省，屬於奧得河的右支流，河道全長51公里，最終注入什切青潟湖。